# Tachigali longiflora
Tachigali longiflora är en ärtväxtart som beskrevs av Adolpho Ducke. Tachigali longiflora ingår i släktet Tachigali och familjen ärtväxter. Inga underarter finns listade i Catalogue of Life.